# フェアリー アルバコア
フェアリー アルバコア
- 用途：雷撃機
- 製造者：フェアリー・アビエーション[1]
- 運用者:
  -  イギリス（海軍(艦隊航空隊)、空軍）
  -  カナダ（カナダ空軍）
- 初飛行：1938年12月12日[1]
- 生産数：800機[1]
- 運用開始：1940年3月[2]
- 退役：1944年[2]
- 運用状況：退役

フェアリー アルバコア（Fairey Albacore）は、1939年から1943年にかけてフェアリー・アビエーション (Fairey Aviation) 社で生産され、イギリス海軍の艦隊航空隊 (FAA) で運用された複葉艦上雷撃機。
アルバコア（Albacore）とは、ビンナガの意。アップルコア (Applecore、リンゴの芯) の呼称でも知られている。

## 概要
3名の搭乗員を乗せ、爆弾や魚雷の搭載だけでなく偵察の任務への投入も想定して設計された。旧式となったフェアリー ソードフィッシュの代替機と予定して1936年から開発に取り掛かり、1940年から部隊使用されたが、ソードフィッシュ程好評ではなく、結局アルバコアはソードフィッシュより先に退役し、フェアリー バラクーダに置き換えられた。

## 開発
座席を3つにして雷撃・偵察・観測機 (TSR; Torpedo, Spotter, Reconnaissance) の用途に使えるソードフィッシュの代替機というFAAからの要求のため、航空省から発行された仕様S.41/36に基づいてフェアリー・アビエーションはアルバコアの試作機を製造した。試作機は2機で最初の機は1938年12月12日に初飛行を行った。
アルバコアは複葉機ながら密閉された風防（風防+キャノピー）を持ち、不時着時の装備が強化されていた。また、雷撃機として初めて可変ピッチプロペラを装備し、油圧式フラップをダイブブレーキとして利用するなど、ソードフィッシュと比べると多くの部分で近代化された航空機だった。骨組みは金属で、翼は羽布張り、そのほかは金属張りである。1939年からは最初の量産型（ファースト・バッチ）の98機が生産を開始した。なお、初期のアルバコアはブリストル社製トーラス II エンジンを搭載したが、出力不足が指摘されたため後の量産機は出力を高めたトーラス XIIを搭載した。エンジン以外は初期型と後期型の差はほとんどなかった。

## 運用

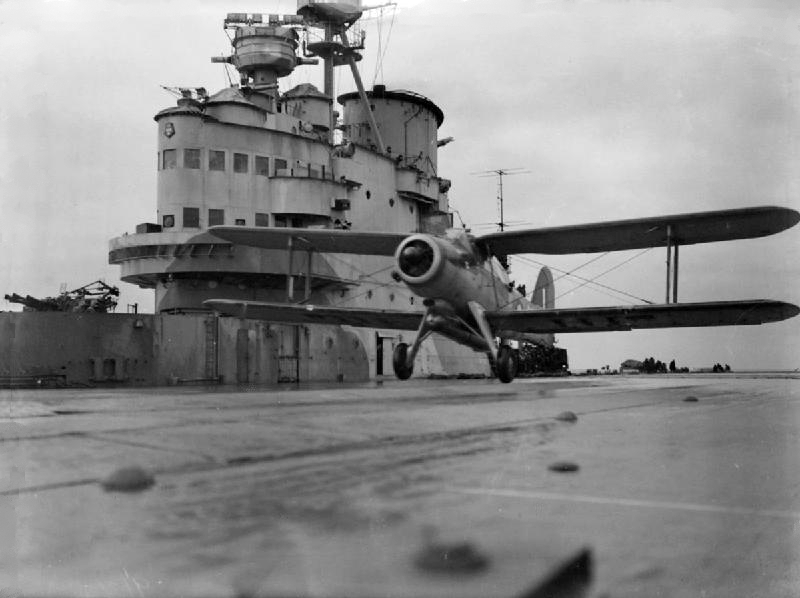
空母ヴィクトリアスから発艦するアルバコア

1940年3月に第826FAA飛行隊が特別にアルバコアを運用するために作られ、フランス北部沿岸の港湾とイギリス海峡を航行するドイツの船舶攻撃に従事した。その後、主に船団の哨戒機として活動し、1941年には空母航空隊として作戦行動を開始した。同年12月にはヴィッカース ヴィルデビースト雷撃機の損耗機に代わって、シンガポールのイギリス空軍第36飛行隊へ引き渡された。
1941年9月、アルバコアは地中海に投入されて15個のFAA飛行隊ができ、マタパン岬沖海戦に参加し、エル・アラメインからシチリア島上陸、サレルノ上陸の作戦支援も行った。特筆すべき活躍をした第828FAA飛行隊はマルタ島を拠点に活動し、イタリア軍によるマルタ島包囲下の激しい攻撃に晒される中で、主にイタリアの輸送船団とシシリー島沿岸に位置する基地の施設に対してアルバコアを用いて攻撃し、1941年9月から1943年6月末まで運用した。
しかし、所詮は近代的な複葉機ということで大まかな性能ではソードフィッシュと大差はなく、運動性能や操縦性ではアルバコアの方が劣っていたうえ、エンジンの信頼性も低かった。このためソードフィッシュの方を好むパイロットも多く、雷撃機パイロットの間では「ストリングバッグ（ソードフィッシュの愛称）を返せ」という替え歌が流行したという。
1943年になると、アルバコアはバラクーダと機種変更されるようになり、アルバコアを装備する最後の第841飛行隊は1943年後半に解散した。カナダ空軍（RCAF）はアルバコアを買い取り、ノルマンディー上陸作戦中に使用した。
その一方、1945年初期にはまだソードフィッシュで編成された部隊が9個部隊あり、最後の部隊である第836飛行中隊は、5月21日に解散した。

## 仕様 (アルバコア)
出典: The British Bomber since 1914
諸元
- 乗員: 3名
- 全長: 12.14 m （39 ft 10 in）
- 全高: 4.62 m （14 ft 2 in）
- 翼幅: 15.24 m（50 ft）
- 空虚重量: 3,295 kg （7,250 lb）
- 運用時重量: 4,755 kg （10,460 lb）
- 動力: ブリストル トーラス XII 14気筒スリーブバルブ・レシプロエンジン、840 kW （1,130 hp）   × 1

性能
- 最大速度: 259 km/h （140 kt） 161 mph（高度4,000 ft 時）
- 航続距離: 1,497 km （808 海里） 930 マイル
- 実用上昇限度: 6,310 m （20,700 ft）

武装
- * 固定武装

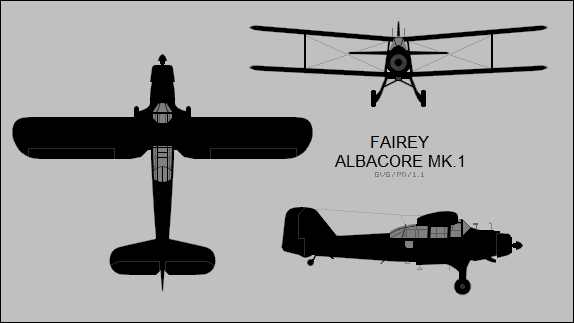
フェアリー アルバコアMk.I 三面図

  - 右翼 7.7 mm (.303 in) 機関銃 1門
  - 背部 ヴィッカーズ K 機関銃 2門
- 搭載
  - 760 kg (1,670 lb) 魚雷 または 900 kg (2,000 lb) 爆弾